# أنور الحمداني
أنور الحمداني إعلامي وصحفي استقصائي وسياسي عراقي مستقل ولدُ في بغداد، العراق في 2 أبريل عام 1974، وأكمل دراسته في جامعة بغداد تحديداً في كلية العلوم السياسية، وهو محاور تلفزيوني مختص في كشف ملفات الفساد الحكومي في العراق. قدم برنامج ستوديو التاسعة على قناة البغدادية.
وهو مؤسس ورئيس تحرير جريدة «حياة الشرق» في عام 2004، عرف بمناهضته لتدخل النظام الإيراني بالشؤون العراقية، هو أيضًا مطلق أشهر شعار عراقي ضد إيران في عام 2013 «إيران برة برة بغداد تبقى حرة».

## حياته المهنية والصحفية
- مذيع ومحاور اذاعي في اذاعة صوت الجماهير من بغداد ورئيس القسم السياسي فيها 1993-1997
- مذيع ومحاور تلفزيوني ومقدم برنامج (حوار صريح جداً) في قناة العراق الفضائية 1998 – 2003
- مدير العلاقات والتسويق ومعاون مدير البرامج السياسية في قناة العراق الفضائية 2001 – 2002
- مدير مكتب الفضائية السودانية في بغداد 2003
- مالك ورئيس تحرير جريدة حياة الشرق الاسبوعية 2004
- مدير مكتب التلفزيون السعودي في بغداد 2004
- مدير مكتب قطاع الاخبار – القناة الفضائية المصرية في بغداد 2005
- من الهيئة التأسيسية لقناة نهرين الارضية في العراق 2004 – 2006
- مذيع ومحاور سياسي في قناة السومرية الفضائية في بيروت 2006 – 2008
- مدير المكتب الوثائقي في قناة السومرية الفضائية في بيروت 2008 – 2012
- مقدم البرنامج السياسي اليومي (ستوديو التاسعة) قناة البغدادية الفضائية – القاهرة 2012 – 2016
- مقدم البرنامج السياسي اليومي (التاسعة مع أنور الحمداني) قناة الفلوجة الفضائية – إسطنبول 2016 - 2018
- معد ومقدم سلسلة الدراما الوثائقية التلفزيونية (القرار الاخير – السنوات الاخيرة في حياة الرئيس صدام حسين) 2008 [3]
- معد ومقدم سلسلة الدراما الوثائقية التلفزيونية (اسطورة الجبل) عن الملا مصطفى البارزاني والقضية الكوردية 2009 [4][5]
- معد ومقدم سلسلة الدراما الوثائقية التلفزيونية (كبرياء العراق) عن الشاعر محمد مهدي الجواهري 2010 [6][7]